# Ceyhun Bayramov
Ceyhun Əziz oğlu Bayramov (Baku, 1973. június 25.) azeri köztisztviselő és  politikus, 2018–2020 között Azerbajdzsán oktatási minisztere volt, 2020. július 16-tól külügyminiszter.

## Életrajza
1990-ben végezte el a középiskolát. Utána az Azerbajdzsáni Állami Közgazdasági Egyetemen tanult, majd az Azerbajdzsáni Egyetemen jogi diplomát is szerzett. 1996–2000 között az azeri Adóügyi Minisztériumban dolgozott különböző beosztásokban. 2000-től a versenyszférában tevékenykedett. 2000-től 2002-ig a bakui Salans Hertzfeld & Heilbronn jogi irodánál volt ügyvéd, 2002–2013 között az OMNI ügyvédi iroda munkatársa volt. 2004 és 2012 között a Chambers Global, az IFLR1000 és a Legal500 jogi kiadványok minden évben szerepeltették az adózás és a polgári jog területén vezető azeri ügyvédek listáján.
2013. május 30-tól augusztus 12-ig az azeri Oktatási Minisztérium adminisztratív igazgatója volt. 2013. augusztus 12-én Azerbajdzsán elnöke kinevezte Mikayıl Cabbarov oktatási miniszter helyettesévé. Miután Cabbarov 2017 decemberében adóügyi miniszter lett, Bayramovot 2018. április 23-án kinevezték oktatási miniszterré. Ezt a posztját 2020. július 16-ig töltötte be. Ekkor İlham Əliyev elnök Azerbajdzsán külügyminiszterévé nevezte ki, miután aznap az örmény–azeri konfliktusban nyújtott teljesítményét kritizálva leváltotta Elmar Məmmədyarov addigi külügyminisztert.

## Magánélete
Nős, két fia van.